# Самбрано, Эрик
Э́рик Смит Самбра́но Песа́нтес (исп. Erick Smith Zambrano Pesantez; родился 14 ноября 2007) — эквадорский футболист, атакующий полузащитник клуба «Оренсе».

## Клубная карьера
Воспитанник «Оренсе», 17 августа 2023 года Самбрано дебютировал за основную команду клуба в матче Лиги Про против «Гуаласео».

## Карьера в сборной
В октябре 2023 года впервые был вызван в сборную Эквадора до 17 лет для участия в юношеском чемпионате мира.